# Сондре Аукленн
Сондре Аукленн (норв. Sondre Auklend; нар. 10 червня 2003, Ставангер, Норвегія) — норвезький футболіст, півзахисник клубу «Буде-Глімт».

## Ігрова кар'єра

### Клубна
Сондре Аукленн почав займатися футболом у своєму рідному місті Ставангер. У травні 2020 року він приєднався до місцевого клубу «Вікінг», з яким підписав трирічний контракт. В подальшому, не маючи постійного місця в основі, Аукленн двічі був відправлений в оренду. Другу половину сезону 2021 року він провів, граючи на правах оренди в клубі «Осане». У 2023 році Аукленн грав у клубі Другого дивізіону «Єрв».
У серпні 2024 року Аукленн як вільний агент перейшов до стану чинного чемпіону країни — «Буде-Глімт».

### Збірна
З 2018 року Сондре Аукленн виступав за юнацькі збірні Норвегії різних вікових категорій.